# 孙明经
孫明經（1911年10月31日—1992年11月16日），男，江蘇南京人，祖籍山東掖縣，中國教育家。中國電影教育先驅，中國電視事業的拓荒者。

## 生平
1927年入金陵大學物理系，此後七年間， 先後在金陵大學和中央大學（南京大學）化工系、物理系、電機系等專業學習，並修國文、戲劇、音樂、外語等科。集技術與藝術於一身。金陵大學1922年首開中國電化教育，1936年在金大校長陳裕光支持下，孫明經創辦金陵大學「電影與播音專修科」，開始了中國電影高等教育和中國播音高等教育，為中國培養最早期的電影和播音專業人才。1930年代初，在中央大學物理實驗室制成中國電視歷史中第一套具攝取─傳輸─還原顯示圖像功能的電視攝、輸、顯系統，為中國電視史的開始。「電影」、「電視」中文名稱也於此擬定使用。曾主辦《電影與播音》雜誌。
1937年，主持開拍大型系列電影《中華景象》。後獨立拍攝紀錄影片、科教片共62部。早期中國各地教育機構流通的科教影片一半以上出此。所拍紀錄影片至今多為珍貴的傳世之作。1946年，由於他在電影與播音教育與創作中做出的貢獻，被聘為聯合國教科文組織首批委員。
1952年後又和同仁及學生一起作為業務主幹創辦發展北京電影學院，1957年被打為右派（至1979年平反），1960年被中央電影學校重新僱用，文革時曾被關進牛棚，曾翻譯英、法、德、日、俄各國外文原著中有關電影電視最新進展的資料200餘萬字，收藏之電影膠片大部分在1976年被焚毁。1992年在北京逝世。

## 家庭
父孫熹聖，母孫隋心慈，有兩女：孙建怡、孫建秋、三子：孙建三 （后改名孙健三）、孙建和、孙建同。有一孙女 孙宇静 （一作“孙健三”）。

## 成就
孫明經是金陵大學教育電影部的實際負責人，理論家，又是制作人─攝影師、導演和剪輯師。主任魏學仁是理學院院長，他曾經留學美國，率先在理學院建立教育電影部，親自拍攝了《蘇州名勝》、《日食》，並與孫攝制工業影片。但他的支持是金陵大學教育電影得以發展的基礎，潘澄侯、邱錦義、段天育、蔣壽茲、範厚勤、區永祥等先後參加電影工作。邱錦義拍攝了《廣西省》、《廣西民團》，段天育拍攝了《雷馬屏娥》、《中國柑桔》，范厚勤拍攝了《中國桐油》、《中國茶葉》，區永祥在甘肅臨洮航拍了《民國三十年九月二十一日日食》。1931-1938年間，金陵大學教育電影部攝制影片112部，其中孫明經個人攝影、編輯完成的在半數以上。僅1936年成立之初的兩年裡就拍攝了51部作品。孫明經回憶說：「1936到1937年我們有過兩年的黃金時代。不過，那時間實在太短」。《民國二十五年之日食》（1936）、《防空》（1936）、《防毒》（1936）、《煙台花邊》（1936）、《鄉村建設》（1937）、《開采煤礦》（1937）、《首都風光》（1936）等具有重要價值的作品都拍攝於這一時期。其中由魏學仁在日本北海道拍攝的《民國二十五年之日食》（1936）是中國首部彩色電影。
金陵大學教育電影的成功引起教育部重視，潘澄侯、蔣壽茲調人教育部從事教育電影工作，主持「教育影片庫」建設，在全國推行教育電影。教育部也攝制了一些教育影片，但更多的依然委托金陵大學教育電影部攝制，甚至教育部主持的「電化人員教育培訓班」也由金陵大學教育電影部具體操作。
抗戰期間，金陵大學西遷人川，此間孫明經拍攝《自貢井鹽》（1938）、《西康》（1939）等影片。1942年他與魏學仁赴雲南拍攝工業系列《防空電廠》、《長壽水利發電》、《機械制造》等7部影片。其間，孫明經於1940-1941年赴美國考察教育電影，在紐約美國影片中心社和明尼蘇達大學視覺教育中心，回國之後創辦中國第一本電影學術雜誌《電影與播音月刊》，並一直擔任其主編。
從金陵大學返校回南京（1946年春）到1948年為止，孫明經拍攝《交通》（1948）、《南京》（1948）、《華西村》（1947）、《民主前鋒》（1946）等作品，其中《民主前鋒》是中國電影史上第一部彩色有聲片。1952年，金陵大學影音部師生和設備奉國務院命併入中央電影學校。
2003年，他在西康拍攝的照片出版成書《1939年: 走进西康》。
2012年，南京大學新聞傳播學院李曉峰以其經歷配合他僅餘的拍攝影片，製作了《南京大學@1936》實驗紀錄片，於同年6月19日在校內首映。

## 代表作品
孫明經先生拍攝的作品《農人之村》，是中國第一部獲得國際獎的影片。